# گورو هر رای
گورو هر رای (پنجابی:ਗੁਰੂ ਹਰਿ ਰਾਇ) هفتمین گورو از گوروهای دهگانه آئین سیک است که در سال ۱۶۴۴ پس از مرگ پدربزرگش گورو هر گوبیند، پیشوایی مذهبی و سیاسی سیک‌ها را برعهده گرفت.
او نیز همچون پدربزرگش گورو هر گوبیند، سپاهی متشکل از دوهزار و دویست سرباز ترتیب داد و آموزش نظامی را برای سیک‌ها اجباری کرد. پیشوایی گورو هر رای همزمان با پادشاهی شاه جهان بود.
وی پیش از مرگ در سن ۳۱ سالگی، جوان‌ترین پسرش هار کریشن را به جانشینی خود برگزید.